# 片山正夫
片山 正夫（かたやま まさお、1877年9月11日 - 1961年6月11日）は、日本の物理化学者。東北帝国大学理科大学教授。開成中学校校長（第9代）。

## 人物
岡山県都窪郡茶屋町（現・倉敷市茶屋）に生まれる。一高を経て、1900年（明治33年）、東京帝国大学理科大学化学科を卒業。1902年東京高等工業学校（現・東京工業大学）電気化学科教授となる。1905年秋から1909年初めにかけてスイスとドイツに留学。チューリッヒ工科大学のリヒャルト・ローレンツのもとで電気化学を研究し、可逆電池の起電力がギブスの自由エネルギーであることを明らかにした。ついでベルリン大学のW. ネルンストのもとでボーデンシュタインとともに二酸化窒素および硫酸の解離平衡を研究した。1911年、東北帝国大学理科大学創立とともに教授となり、物理化学講座を担当した。1915年（大正4年）、液体の表面張力と温度との関係式（片山式）を発表した。1915年（大正4年）、物理化学教科書『化学本論』を出版。原子論の立場に徹底する一方、熱力学を有効に取り入れた教科書であった。10編35章からなる1000ページを超える名著であり、最終的には、第10版（1929年）まで版が重ねられた。この『化学本論』には、宮沢賢治が並々ならぬ興味、愛着を持っていたことが、賢治の弟である宮沢清六の著書『兄のトランク』に記されている。1919年、桜井錠二の後任として東京帝国大学に転任した。1920年代後半に量子化学が生まれるといち早くそれを紹介し、水島三一郎をはじめ、多数の物理化学者を養成して1938年（昭和13年）に定年退官した。

## 家族
- 父・片山精吾 - 倉敷の大地主で藺莚業者[1]。
- 妻・和可 - 日本銀行出納局長・鈴木知雄の長女。鈴木は高橋是清の幼馴染でともに米国へ留学、第一高等学校教授、開成中学校長などを務めた[2][3]
- 長男・片山信夫 - 妻の敏子は新宮凉園の孫。義兄（妻の姉の夫）に村橋俊介。[4]
- 三女・道子 - 原寛（原嘉道二男）の妻[4]。